# Тара Лин Фокс
Тара Лин Фокс (на английски: Tara Lynn Foxx) е американска порнографска актриса.

## Биография
Родена е на 13 юни 1990 г. в Сан Франциско, щата Калифорния, САЩ. Тя е от смесен етнически произход – ирландски, италиански, руски и скандинавски.
Израства в малък град в района на залива край Оукланд и посещава гимназия в Орегон. Участва в хор и театър в гимназията. Първата ѝ работа е в ресторант.
След като навършва 18 години започва да работи като уебкам модел с псевдонима Анабел Амор. През 2009 г., когато е на 19-годишна възраст, дебютира като актриса в порнографската индустрия.
През 2014 г. обявява, че приключва кариерата си в порното.

## Награди и номинации
Носителка на награди
- 2011: XRCO награда за Cream Dream.[4]

Номинации за награди
- 2010: Номинация за XRCO награда за „Cream Dream“.[5]
- 2010: Номинация за XBIZ награда за нова звезда на годината.[6]
- 2010: Номинация за F.A.M.E. награда за любима нова звезда.[7]
- 2011: Номинация за AVN награда за най-добра секс сцена с двойно проникване.[8]
- 2011: Номинация за AVN награда за най-добра поддържаща актриса.[8]
- 2011: Номинация за AVN награда за най-добра нова звезда.[8]
- 2011: Номинация за AVN награда за най-добра секс сцена с двойно проникване – „Сама в тъмното 7“ (с Джон Джон, Лий Бенг и Джулиус Чизхър).[8]
- 2011: AVN награда за най-дива секс сцена.[8]